# Kisses (álbum)
Kisses é o quarto álbum de estúdio da artista musical brasileira Anitta, lançado em 5 de abril de 2019 pela Warner Music Brasil. Seguindo a proposta de seu EP Solo (2018), Kisses é um álbum trilíngue, compreendendo as línguas espanhola, inglesa e portuguesa. Além disso, é um projeto visual; isto é, cada canção possui seu próprio vídeo musical. Recebeu uma indicação na 20ª edição do Grammy Latino como Melhor Álbum de Música Urbana.
O álbum é basicamente focado em gêneros como reggaeton e trap latino, apresentando também subgêneros em algumas canções como música pop, funk brasileiro, R&B, electropop e bossa nova.

## Antecedentes
Em 2016, depois de completar promoção para seu terceiro álbum de estúdio Bang, Anitta começou a planejar uma carreira internacional e começou a lançar uma série de colaborações, incluindo singles com artistas como Maluma, J Balvin e Major Lazer, durante 2016 e 2017, a fim de iniciar o processo de criação de sua imagem fora do Brasil. Na época, chegou a afirmar que não lançaria mais álbuns, pois o público prestava mais atenção apenas ao que era tocado na rádio. Porém, em julho de 2017, para a Billboard, Anitta anunciou que assinou com a Shots Studios para gerenciamento fora do Brasil e que ela estava trabalhando em um álbum em inglês que contaria com Marshmello, Alesso e Poo Bear.

## Gravação e produção
"São 10 músicas com um videoclipe para cada uma. Cada uma delas representa um tipo diferente de Anitta que existe dentro de mim."

Anitta sobre o conceito de personalidades diferentes para cada faixa.
O álbum visual custou mais de R$ 15 milhões, dos quais Anitta investiu pessoalmente "um pouco mais de R$ 10 milhões" e o restante foi custeado pela gravadora Warner Music.
Segundo Anitta, a colaboração com Snoop Dogg na faixa "Onda Diferente" nasceu quando ele entrou em contato direto quando ele terminou de assistir Vai Anitta,o seu projeto biográfico para a Netflix. Uma outra colaboração marcante do álbum foi a com Caetano Veloso que nasceu logo após a celebrada apresentação dos dois com Gilberto Gil durante a cerimônia de abertura dos Jogos Olímpicos de Verão de 2016. Ela ainda afirmou em uma entrevista que seu falecido avô era um grande fã de Veloso e o fato de ela ter gravado uma música com o último foi uma honra.
Em janeiro de 2019, um integrante da equipe de Anitta anunciou pelo Instagram algumas informações do quarto álbum de estúdio da cantora, que se chamaria Game Over e conteria oito faixas. No entanto,a cantora se demonstrou neutra quanto a estas informações (nem confirmava, nem desmentia). Em março, Anitta divulgou um teaser acompanhado pela palavra "Kisses" em que ela dizia: "vocês pensaram que essa minha beijação ficaria por isso mesmo?", em referência às notícias de que ela teria "ficado" com diversos artistas no carnaval de 2019. Dias depois, ela confirmou que isso era uma ação de marketing e que se tratava de seu quarto álbum de estúdio. Ao mesmo tempo, ela confirmou que o álbum seria visual, teria 10 músicas inéditas e também seria trilíngue
Ela comentou que além das dez faixas, dez lados diferentes de sua personalidade, por meio de "dez Anittas" seriam apresentados, elaborando: "Em breve vocês conhecerão todas elas em Kisses. O álbum é trilíngue e está muito especial e estou trabalhando para que saia tudo perfeito. Espero que todos gostem e se divirtam comigo". O responsável pela direção criativa do disco vem de Giovanni Bianco, que tem trabalhado com a cantora desde Bang (2015), e ressaltou que "Anitta é igual a um beijo bom. Você quer mais, mas cada beijo nunca será um igual ao outro". Ele ainda disse que "para esse novo desafio, esse segundo álbum que fazemos juntos, me inspirei nas várias mulheres que existem dentro da Anitta. São mulheres completamente diferentes, mas todas são a Anitta". Logo em seguida, ela comentou que pensava em batizar o nome de Anittas, em referência às "dez Anittas" apresentadas, mas repensou isso, ao perceber que "soava cafona", e durante a elaboração do ensaio de capa, o fotografo Giovanni Bianco sugeriu o nome Kisses. Em março de 2019, Anitta revelou os títulos das canções e a capa do álbum, descrevendo, ainda, o conceito de cada uma delas.

## Singlese promoção
Para promover o lançamento do disco, Anitta fechou uma parceria com a Grendene para promover festas de lançamento em três países – Brasil, Estados Unidos e Espanha. Os eventos aconteceriam no Rio de Janeiro, em Los Angeles e em Madri. Além disso, uma das músicas do álbum também foi selecionada para ser um dos temas mundiais de uma das campanhas de publicidade da empresa, que envolveria ações em mais de 100 países.
No dia do lançamento do álbum, Anitta revelou ao site POPline que a faixa "Poquito" seria o primeiro single do disco, mas que todas as faixas seriam trabalhadas. Em entrevista posterior a cantora revelou que iria lançar "Get to Know Me" especificamente para os Estados Unidos, porém, o seu lançamento neste mercado foi cancelado e ela foi remanejada para o mercado espanhol Com a repercussão do lançamento, "Onda Diferente" se tornou um single específico para o mercado brasileiro.

### Apresentações ao vivo
A primeira apresentação do álbum aconteceu na Espanha quando a cantora performou o single "Poquito" no programa Fama a bailar em 08 de abril de 2019. Já no Brasil,Anitta se apresentou no programa Encontro com Fátima Bernardes em 17 de abril, interpretando pela primeira vez as músicas "Onda Diferente", "Poquito", "Rosa" e "Banana". A cantora performou a canção "Banana" junto com Becky G na 26ª edição do prêmio Billboard Latin Music Awards nos Estados Unidos que ocorreu em 25 de abril. Na Argentina, Anitta apresentou em 14 de maio a canção "Atención" nos Prêmios Gardel 2019 junto com as cantoras Ángela Torres, Miss Bolivia e Virginia Innocenti na Argentina. Dias mais tarde, Anitta se apresentou no Programa da Maisa com "Onda Diferente". Em um período de poucas horas, a cantora embarcou para o México e se apresentou em dois programas de televisão, cantando "Poquito" nos programas Al Aire Con Paola e Hoy, em 12 de junho. No dia 3 de julho Anitta e Ludmilla se apresentaram em um medley composto por "Onda Diferente" e "Favela Chegou" na versão brasileira do MTV Millennial Awards 2019.

## Recepção

### Crítica
| Críticas profissionais | Críticas profissionais |
| Avaliações da crítica  | Avaliações da crítica  |
| Fonte                  | Avaliação              |
| ---------------------- | ---------------------- |
| The Guardian           | [ 32 ]                 |
| G1                     | [ 33 ]                 |
| NME                    | [ 34 ]                 |

Rachel Aroesti, do The Guardian, deu ao álbum três de cinco estrelas elogiando a personalidade de Anitta em algumas das músicas como "Banana" e afirmou que é um álbum "que parece mais um sinal agradável dos tempos do que uma proposição particularmente emocionante por direito próprio". Helder Maldonado do portal R7 deu uma crítica negativa ao álbum, dizendo que ele "mostra a artista enfileirando um clichê atrás do outro", e que a "sequência de músicas é tão parecida com tudo que já escutamos nas rádios pop desta década", que o ouvinte deveria "comemorar" o fato do álbum ser tão curto. Para Maldonado, o único diferencial do álbum estão nas faixas cantadas em português.
O jornal Folha de S.Paulo publicou duas análises do material. Na primeira, em um texto assinado por Pedro Diniz, Kisses é chamado de "compilado imagético de dez músicas coreografadas em videoclipe" pelo fato da cantora preferir "se travestir de diferentes personagens" em contraponto aos álbuns tradicionais com começo, meio e fim. No segundo, o jornalista Felipe Maia faz uma ampla análise de Kisses fazendo um paralelo a outros projetos semelhantes e seus números conquistados nas plataformas digitais após seu lançamento. Ao avaliar o material, afirma que as faixas parecem pouco originais "mesmo com tantas referências e parcerias", mas que "em conjunto, porém, elas trazem alguma diversidade". Ele descreve a versatilidade do disco por conta de elementos de reggaeton, dancehall e baile funk. Ambos os textos ressaltam uma falta de identidade da artista pela incorporação de temáticas musicais (ou visuais) de sucesso fora do Brasil, quando o primeiro cita o fato de Anitta parecer "querer se encaixar em estereótipos já consolidados do que se vender como carne nova na prateleira" e o segundo menciona uma "apropriação de ideias" com objetivo de Anitta querer "ser uma das grandes artistas da música latino-americana".
Para o jornalista Tony Goes, para o portal F5 (também da Folha de S.Paulo), coloca a faixa "Você Mentiu" como o melhor momento do álbum, mas que destoa do restante do material. Ele a descreve como "delicada e intimista", mas sem apelo popular: "Essa tarefa ingrata foi deixada para suas nove predecessoras, mas nenhuma dá conta do recado.", concluindo que faltou a Kisses um sucesso do tamanho de "Vai Malandra" ou "Show das Poderosas". Para o G1, Mauro Ferreira faz uma avaliação positiva do álbum, afirmando que Kisses "é um bom disco sem ser efetivamente o grande álbum que Anitta talvez pudesse fazer caso se desobrigasse de seguir a lei da indústria para se manter no topo", ao mesmo tempo que o menciona como um "ambicioso jogo de sedução" armado pela cantora para conquistar o mercado internacional. Michael Love da Paper avaliou "Poquito" como a melhor faixa do álbum e descreveu-a como "inspirada em trap, em um estado borbulhante e com uma doce sedução", que cativa a essência de Anitta. "Rosa" com Prince Royce foi nomeada como a melhor faixa do álbum por Raisa Bruner da Revista Time, que acreditava que a canção "capta Anitta no seu melhor" e conta "uma história sensual". Mike Nied do Idolator elogiou a faixa "Banana" com a cantora americana Becky G chamando-a de "vibrante e brincalhona", e também elogiou a química das duas, e que foi uma escolha "atrevida" para ser a última faixa do disco. Nick Levine da NME chamou "Você Mentiu" com Caetano Veloso como a faixa "mais surpreendentemente musical" do álbum e afirma que é um "show de confiança". Levine também elogiou "Onda Diferente" com Ludmilla e Snoop Dogg e o último verso de rap na faixa.

## Lista de faixas
| N.º            | Título                                                        | Compositor(es)                                                             | Duração |  |
| 1.             | "Atención"                                                    | Anitta I. Fortes J.Cortez M. Tezzel V. Barco                               | 2:40    |  |
| 2.             | "Banana" (com Becky G)                                        | E. Thomas M. Cáceres Sam Sean SupaDups Tainy T. Thomas                     | 3:15    |  |
| 3.             | "Onda Diferente" (com Ludmilla e Snoop Dogg, part. Papatinho) | Ludmilla Dogg                                                              | 2:40    |  |
| 4.             | "Sin Miedo" (com DJ Luian e Mambo Kingz)                      | Anitta E. Vargas E. Peña F. Diaz H. Pulman K. Maisonet L. Nieves X. Vargas | 3:11    |  |
| 5.             | "Poquito" (com Swae Lee)                                      | A. Cantu M. Matosic R. Ogren Lee                                           | 2:55    |  |
| 6.             | "Tu y Yo" (com Chris Marshall)                                | Anitta A. Marshall J. Vasquez B. Mendoza M. Cortes S. Restrepo             | 3:26    |  |
| 7.             | "Get to Know Me" (com Alesso)                                 | Anitta A. Alberti DVLP Alesso S. Talker                                    | 2:42    |  |
| 8.             | "Rosa" (com Prince Royce)                                     | Anitta A. Saavedra D. Valbusa Feid Royce J. Rodriguez M. Ferraz P. Dash    | 2:46    |  |
| 9.             | "Juego"                                                       | Anitta DVLP Cortez Sky                                                     | 3:12    |  |
| 10.            | "Você Mentiu" (com Caetano Veloso)                            | Anitta Tavares J. Junior                                                   | 2:59    |  |
| Duração total: | Duração total:                                                | Duração total:                                                             | 29:46   |  |

## Desempenho nas tabelas musicais e certificação
| Tabela musical (2019)             | Posição de pico |
| --------------------------------- | --------------- |
| Espanha (PROMUSICAE)              | 46              |
| Estados Unidos (Latin Pop Albums) | 4               |
| Estados Unidos (Top Latin Albums) | 16              |

| Região                                  | Certificação | Vendas   |
| --------------------------------------- | ------------ | -------- |
| Brasil (Pro-Música Brasil)              | Diamante     | 300,000* |
| *vendas baseadas apenas na certificação |              |          |

## Histórico de lançamento
| País  | Data               | Formato(s)                 | Gravadora           | Ref.   |
| ----- | ------------------ | -------------------------- | ------------------- | ------ |
| Mundo | 5 de abril de 2019 | Download digital streaming | Warner Music Brasil | [ 45 ] |